# Dvor
Dvor (serbisch-kyrillisch Двор) ist eine Gemeinde in der Gespanschaft Sisak-Moslavina in Kroatien.

## Lage
Die Stadt befindet sich am Fluss Una, welcher die Grenze zu Bosnien und Herzegowina bildet. 

## Bevölkerung
Die Einwohnerzahl betrug 2011 für die Gesamtgemeinde 5570 Einwohner. Dvor selber hat 1406 Bewohner.
Bei der Volkszählung 2011 bezeichneten sich 71,90 % der Einwohner als Serben. Damit ist Dvor eine von zwei Gemeinden in der Gespanschaft mit serbischer Bevölkerungsmehrheit. 25,85 % waren Kroaten.